# Der schüchterne Reginald
Der schüchterne Reginald (Originaltitel: Hollow Pursuits) ist die 21. Folge der dritten Staffel der US-amerikanischen Science-Fiction-Fernsehserie Raumschiff Enterprise – Das nächste Jahrhundert. Sie wurde in den Vereinigten Staaten über Syndication vermarktet und erstmals am 30. April 1990 auf verschiedenen Fernsehsendern ausgestrahlt. In Deutschland war sie zum ersten Mal am 3. August 1993 in einer synchronisierten Fassung im ZDF zu sehen.

## Handlung
Im Jahr 2366 bei Sternzeit 43807.4 nimmt die Enterprise vom Volk der Mikulaks medizinische Fracht an Bord. Ein Team von Ingenieuren soll den Transport überwachen und die Ladung sichern. Chefingenieur La Forge hat jedoch Schwierigkeiten mit seinem neuen Kollegen Lieutenant Reginald Barclay, der ständig zu spät kommt und seine Arbeit nicht ordentlich macht. Lieutenant Duffy bemerkt einen Behälter mit einem defekten Verschluss. Kurz darauf versagt ein Antigravitations-Transportschlitten, auf dem sich mehrere Behälter befinden. Als Barclay schließlich eintrifft, beauftragt La Forge ihn damit, den Schlitten zu reparieren.
Auch anderen Offizieren ist das Verhalten von Barclay (der inzwischen heimlich „Brokkoli“ genannt wird) aufgefallen. Er hat große Probleme im sozialen Umgang und durch die Arbeit mit ihm werden alle anderen nervös. La Forge möchte ihn gern auf ein anderes Schiff versetzen lassen. Captain Picard lehnt das jedoch ab, da Barclay bisher immer gute Referenzen nachweisen konnte. Er bittet La Forge daher, sich Barclays anzunehmen und ihm zu helfen, seine Probleme zu überwinden. La Forge fühlt sich in dieser neuen Rolle nicht wohl, doch er versucht sein Bestes. Er versucht zunächst etwas ungelenk, Barclay (der immer noch mit der Diagnose des Transportschlittens beschäftigt ist) gut zuzureden, und lädt ihn für den nächsten Morgen zu einer Besprechung im Maschinenraum ein, zu der Barclay dann auch fast pünktlich erscheint. Die erhoffte Stärkung seines Selbstbewusstseins bleibt jedoch aus, denn es fällt ihm schwer, seine Ideen zum Versagen des Schlittens klar auszudrücken, und er muss sich zudem noch mehrfach von dem jungen Fähnrich Wesley Crusher korrigieren lassen.
Eine gewisse Vertrautheit verspürt Barclay nur gegenüber Schiffsberaterin Deanna Troi. Allerdings traut er sich nicht, die echte Troi aufzusuchen, sondern erschafft eine Doppelgängerin von ihr auf dem Holodeck und führt mit ihr ein Pseudo-Therapiegespräch über seine jüngsten Erlebnisse. Nach einer Weile bricht er es ab und startet ein anderes Programm, in dem Troi als die „Göttin der sinnlichen Freuden“ auftritt, während die anderen Führungsoffiziere die Rollen von Musketieren einnehmen und sich mit „Master Barclay“ Fechtduelle liefern, ihm aber nie das Wasser reichen können.
In der Bar „Zehn Vorne“ weiht La Forge seine Kollegen unterdessen in seine Absichten Barclay betreffend ein. Wesley bedauert seine kontraproduktiven Kommentare. Plötzlich bemerkt Duffy ein Loch in seinem Bierglas. Er glaubt zunächst, dass nun auch die Nahrungsreplikatoren eine Fehlfunktion haben. Eine Untersuchung ergibt allerdings, dass das Glas erst nach seiner Replizierung durch eine Art elektrische Entladung beschädigt wurde. La Forge vermutet einen Fehler irgendwo in den Energiesystemen des Schiffs und ordnet eine komplette Überprüfung an. Diese Aufgabe übernimmt Barclay, der einen Zusammenhang mit dem defekten Transportschlitten vermutet.
Als sich La Forge nach einer Weile mit Barclay treffen will, ist dieser auf dem Holodeck. La Forge will ihn von dort abholen und wird unerwartet mit Barclays Nachbildungen der Führungsoffiziere konfrontiert. Barclay ist dieser Vorfall extrem peinlich und er bietet La Forge an, sich versetzen zu lassen. La Forge lehnt das ab und verlangt stattdessen, dass Barclay seine Probleme mit Counselor Troi bespricht. Es gelingt ihm jedoch nicht, sich in der Gegenwart der echten Troi zu entspannen, und er bricht die Sitzung schnell wieder ab.
Der erste Offizier Riker erwartet langsam Ergebnisse von den Ingenieuren. Inzwischen gibt es auch Fehlfunktionen im Transporter- und im Antriebssystem der Enterprise. Letztere führen dazu, dass das Schiff unkontrolliert beschleunigt. Da Barclay sich erneut auf dem Holodeck befindet, will Riker ihn persönlich herausholen. Riker und La Forge treffen erneut auf die Musketiere und Riker ist äußerst verärgert, seinen Doppelgänger zu sehen. Troi hingegen ist zunächst sehr amüsiert – bis sie der „Göttin der sinnlichen Freuden“ begegnet. Als sie schließlich Barclay finden, schleift ihn La Forge umgehend zu einer Konferenz mit den anderen Ingenieuren. Alle sind ratlos, denn es gibt eigentlich keine direkte Verbindung zwischen den fehlerhaft arbeitenden Systemen. Schließlich kommt Barclay die vage Idee, dass jemand aus der Besatzung die Verbindung sein könnte. Als der Transportschlitten ausfiel, waren Duffy und Chief O’Brien anwesend und sie waren es auch, die das defekte Glas und den Fehler im Transportersystem bemerkten. Möglicherweise wurde von ihnen eine gefährliche Substanz unbewusst im ganzen Schiff verteilt. La Forge lässt den Computer eine Liste von allen Substanzen erstellen, die von den Schiffssensoren nicht erfasst werden, in einer Sauerstoffatmosphäre überdauern und die Molekularstruktur von Glas verändern können. Er erhält fünf mögliche Kandidaten, von denen Invidium am wahrscheinlichsten ist. Dieser Stoff wurde früher in medizinischen Eindämmungsfeldern verwendet, ist in der Föderation aber schon seit hundert Jahren nicht mehr in Gebrauch. Barclay hält es für möglich, dass die Mikulaks den Stoff immer noch verwenden, und tatsächlich gelingt es ihm, in ihren Frachtbehältern Invidium nachzuweisen. Da der Stoff bei −200 °C inaktiv wird, muss der Schiffsantrieb nur abgekühlt werden, um ihn wieder unter Kontrolle zu bringen.
Der Plan glückt und die Enterprise begibt sich zu einer vollständigen Dekontamination zur nächsten Sternenbasis. Barclays Kollegen zollen ihm Anerkennung für seine rettende Idee. Er fasst schließlich den Entschluss, sich von seinen holografischen Fantasiewelten zu verabschieden, und löscht alle seine Programme bis auf eins.

## Besonderheiten

### Verbindungen zu anderen Star-Trek-Produktionen
La Forge erwähnt gegenüber Barclay, dass er sich einmal auf dem Holodeck verliebt habe. Er nimmt damit Bezug auf die Ereignisse aus Folge 3.06 (Die Energiefalle).
Barclays Holosucht wird in Folge 7.01 (Das Gesicht im Sand) von Star Trek: Deep Space Nine aus dem Jahr 1998 und in Folge 6.10 (Das Pfadfinder-Projekt) von Star Trek: Raumschiff Voyager aus dem Jahr 1999 nochmals erwähnt.

### Besonderheiten der deutschen Synchronfassung
Als Barclay am Ende der Folge seine Holodeckprogramme löscht, behält er im englischen Original als einziges das „Programm 9“. In der deutschen Synchronfassung wurde daraus das „Programm Troi“. Die Synchronfassung übertreibt damit Barclays Obsession mit Troi, denn zum konkreten Inhalt von Programm 9 werden in der Originalfassung keine Angaben gemacht.

## Produktion

### Drehbuch
Das Drehbuch zu Der schüchterne Reginald wurde von der Anglizistin und Mediävistin Sarah Higley verfasst, die sich in den Credits der Folge unter ihrem Pseudonym Sally Caves nennen ließ, um den Bereich von ihrem eigentlichen Berufsfeld abzutrennen. Sie hat je einen Doktortitel in mittelalterlichen Sprachen und Literatur und hatte eine Professur für Englisch an der Universität von New York. Higley schrieb 1993 auch zusammen mit Ira Steven Behr das Drehbuch für Folge 1.05 Babel von Star Trek: Deep Space Nine.
Laut Higley war Barclay als Kommentar auf den typischen Star-Trek-Fan gedacht, der sich obsessiv mit der Serie und ihren fiktiven Figuren beschäftigt. William Shatner hatte zuvor bereits bei seinem Auftritt in Saturday Night Live die detailbesessenen Fans daran erinnert, das Star Trek nur eine Fernsehserie ist. Higleys Absicht war es, den eigentlich an Till Eulenspiegel angelehnten Barclay so einzusetzen, dass er die Enterprise-Mannschaft mit ihren eigenen Schwächen konfrontiert, was sie nur wütend machen sollte. Schlussendlich sollte Barclay in eine Psychiatrie eingeliefert werden, womit Paramount nicht einverstanden war. Paramount verlangte hierauf eine Nebenhandlung, die sich mit einer realen Gefahr befasste, in der die Enterprise sich zeitgleich befand.
Auch widersprachen Regisseur Cliff Bole und Showrunner Michael Piller der Drehbuchautorin heftig und stellten klar, dass die Figur keinesfalls als Satire auf das Fandom gedacht war. Piller erklärte, dass Barclay vielmehr große Ähnlichkeit mit ihm selbst habe. Die Geschichte sollte das Spannungsfeld zwischen der Realität und einer Fantasiewelt behandeln und nicht als Metakommentar dienen.
Higley legte noch zwei Drehbuchvorschläge für Star Trek: The Next Generation vor, die nicht verfilmt wurden.

### Darsteller
Gates McFadden tritt in dieser Folge ausschließlich als Holo-Doppelgängerin von Dr. Beverly Crusher auf.
Dwight Schultz hat hier seinen ersten Auftritt als Reginald Barclay. Er verkörperte diese Figur noch in vier weiteren Folgen von Raumschiff Enterprise – Das nächste Jahrhundert, in sechs Folgen von Star Trek: Raumschiff Voyager und im Spielfilm Star Trek: Der erste Kontakt. Schultz war schon seit vielen Jahren ein großer Star-Trek-Fan, jedoch hauptsächlich Theaterschauspieler und einem größeren Publikum bereits als Howling Mad Murdock in Das A-Team bekannt. Als er 1990 zusammen mit Guinan-Darstellerin Whoopi Goldberg im Spielfilm Der lange Weg mitwirkte, bekundete er ihr gegenüber sein Interesse an einem Gastauftritt. Goldberg schlug dem Produktionsteam von Raumschiff Enterprise – Das nächste Jahrhundert daraufhin (zunächst ohne sein Wissen) vor, Schultz für eine Rolle zu engagieren.

### Kostüme

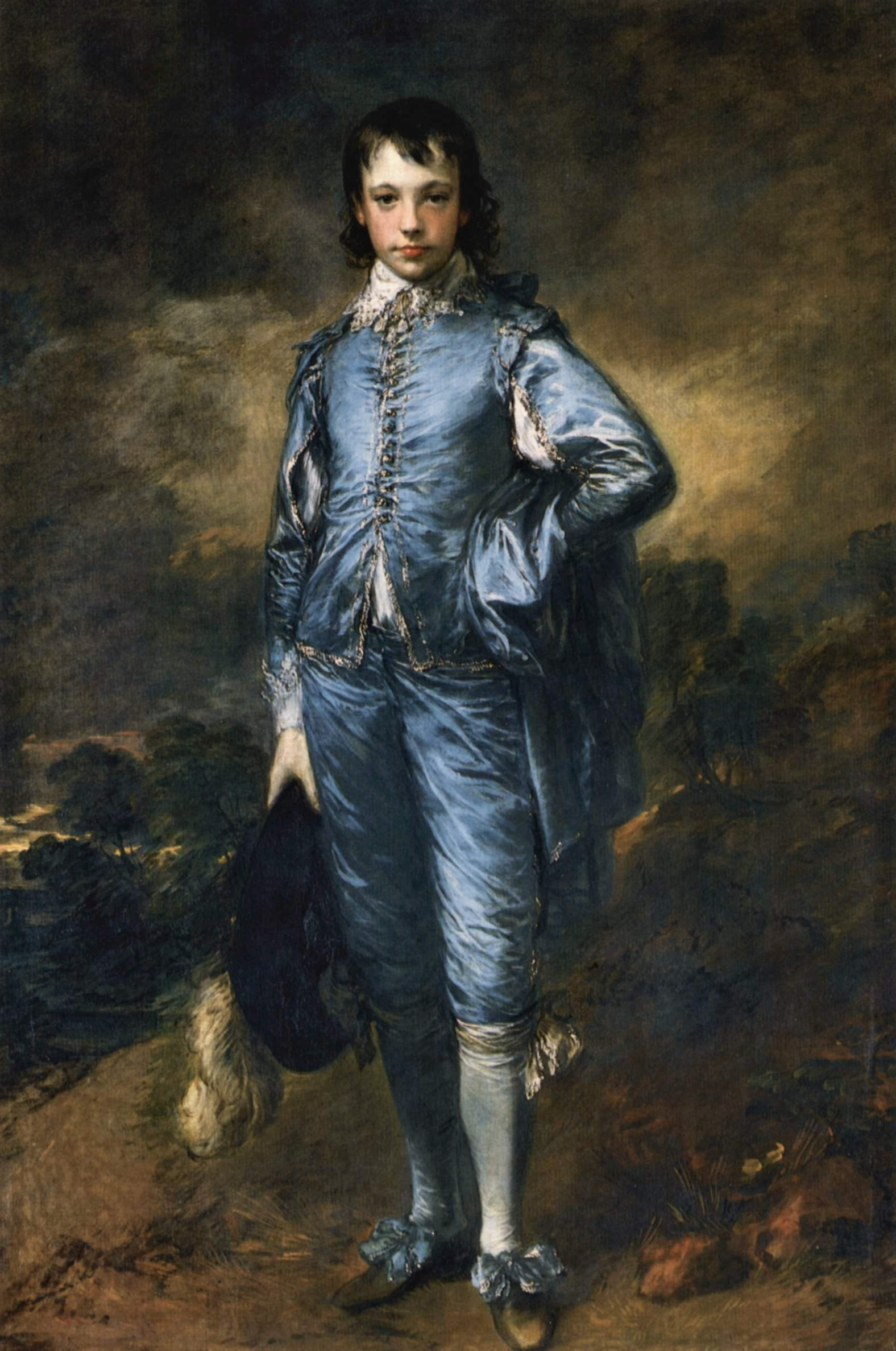
Thomas Gainsborough: The Blue Boy

Das Kostüm von Wesley Crushers Holo-Doppelgänger wurde nach dem Vorbild von Thomas Gainsboroughs 1769/70 entstandenem Gemälde The Blue Boy entworfen.

### Requisiten
Für den Testzylinder wurde das Transportgehäuse einer Sonarboje der US Navy verwendet. Die Szene, in der der Zylinder gebeamt wird, wurde später in Folge 4.11 (Datas Tag) von Raumschiff Enterprise – Das nächste Jahrhundert wiederverwendet.

## Rezeption
Die Folge wurde 1990 für einen Primetime Emmy Award in der Kategorie „Beste Leistung in der Frisur für eine Serie“ nominiert.
Keith DeCandido bewertete Der schüchterne Reginald 2012 auf tor.com als eine sehr gute Folge von Raumschiff Enterprise – Das nächste Jahrhundert. Er wies darauf hin, dass die Darstellung von geekigen Figuren in Fernsehserien in den 2000er Jahren sehr populär wurde und regelrecht inflationär eingesetzt wurde. Raumschiff Enterprise – Das nächste Jahrhundert war in dieser Hinsicht mit der Erfindung der Figur Barclay seiner Zeit voraus. DeCandido hob positiv hervor, dass mit Barclay eine Figur geschaffen wurde, die im starken Kontrast zur bisher in der Serie gezeigten Idealvorstellung von Menschen des 24. Jahrhunderts steht. Er lobte auch, dass Barclay und seine Probleme nie ins Lächerliche gezogen wurden und es ihm vergönnt war, an der Rettung des Schiffs mitzuwirken. Die Rahmenhandlung empfand DeCandido als ein schönes kleines Rätsel, das am Ende nur durch Teamarbeit gelöst werden kann.
Michael Weyer führte Der schüchterne Reginald 2019 auf cbr.com in einer Liste der 20 besten Holodeck-Folgen im Star-Trek-Franchise auf Platz 4.